# Roman Zozulja
Roman V'jačeslavovyč Zozulja (in ucraino Роман В'ячеславович Зозуля?; Kiev, 17 novembre 1989) è un ex calciatore ucraino, di ruolo attaccante.

## Carriera

### Nazionale

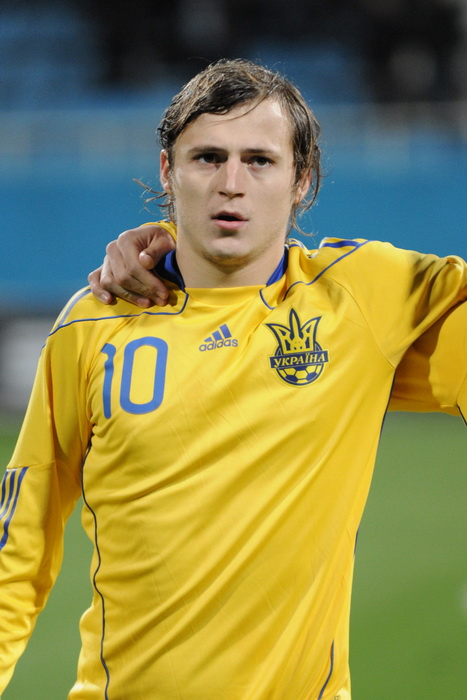
Roman Zozulja con la nazionale ucraina nel 2010

Viene convocato per gli Europei 2016 in Francia.

## Palmarès

### Club

#### Competizioni nazionali
- Campionato ucraino: 1

Dinamo Kiev: 2008-2009
- Supercoppa d'Ucraina: 1

Dinamo Kiev: 2009